# Isla Kanton

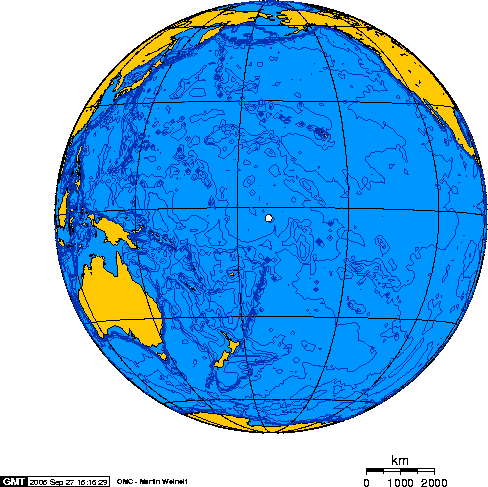
Proyección orográfica centrada en la isla Kanton

Isla Kanton (también conocida como isla Canton o isla Abariringa) es la isla más grande y septentrional del grupo de islas Fénix, pertenecientes a la República de Kiribati. Es un atolón localizado en el sur del océano Pacífico, aproximadamente a mitad de camino entre Hawái y Fiyi. La isla tiene una longitud de 33 km. La isla deshabitada de Enderbury es la más cercana a Kanton, con una distancia entre ellas de 63 km. La capital de Kiribati, Tarawa, se encuentra a 1765 km de distancia. En el censo de 2005, se registró una población de 41 personas, siendo la única isla habitada del archipiélago Rawaki (también llamado Fénix).En 2020, la densidad de población sigue siendo la misma.
Kanton fue descubierta varias veces por barcos balleneros estadounidenses; de los cuales el primero fue anterior a 1820. En la década de 1850, Gran Bretaña reclamó su soberanía sobre la isla. Kanton recibió el nombre del navío ballenero "Canton", el cual ancló en la isla el 4 de marzo de 1854. El reclamo oficial británico comenzó el 6 de agosto de 1936. Se realizaron visitas anuales a la isla, y el 31 de agosto de 1937 se emplazaron dos estaciones de radio.
El 8 de julio de 1937, Kanton fue el sitio de un eclipse solar total, y la isla fue ocupada por un breve período por científicos estadounidenses y neozelandeses, miembros de una expedición de la National Geographic Society. El líder de esta expedición fue el astrónomo Samuel Alfred Mitchell. 
A pesar del reclamo británico, siete estadounidenses desembarcaron en la isla el 7 de marzo de 1938. Ambas naciones continuaron la ocupación de la isla hasta abril de 1939, cuando Washington y Londres acordaron una ocupación conjunta por otros 50 años, conformando el condominio internacional de las islas Canton y Enderbury.
La aerolínea internacional estadounidense Pan American World Airways llegó a la isla el 18 de mayo de 1939 para construir instalaciones para vuelos a Nueva Zelanda. Este servicio comenzó el 12 de julio de 1940 con el hidroavión Boeing 314 Clipper. El 4 de diciembre de 1941, se realizó el primer y último vuelo civil antes de la guerra con destino a Nueva Caledonia.
Durante la Segunda Guerra Mundial, la Marina de los Estados Unidos construyó una pista de aterrizaje en el lugar; así, Kanton se convirtió en punto de escala para el Servicio de Transporte Aéreo de la Marina entre Australia y Nueva Zelanda. También se utilizó como punto de ataque a las islas Gilbert, ocupadas por Japón.
Después de la guerra, en noviembre de 1946, Pan Am restableció los servicios de vuelo entre Australia y Nueva Zelanda vía Kanton con aviones Douglas DC-4. El servicio continuó hasta 1958, cuando el DC-4 fue reemplazado por el Douglas DC-7C.
En 1960, una estación de seguimiento fue construida para el proyecto Mercurio. Fue utilizada durante noviembre de 1965. El abandono por la NASA de la isla hizo que se convirtiera en una ciudad fantasma. El aeropuerto fue dejado a manos de un encargado, para que pudiera ser utilizado en emergencias. 1968 marcó el final de la presencia estadounidense en la isla, el aeródromo fue abandonado y el encargado fue retirado. Los británicos también finalizaron su presencia, cerrando su oficina de correos.
Tras la independencia y reconocimiento de la soberanía de Kiribati, la oficina de correos fue reabierta, con la reubicación de unas pocas personas de los atolones más poblados de las islas Gilbert en la isla.